# 행동하는 보수

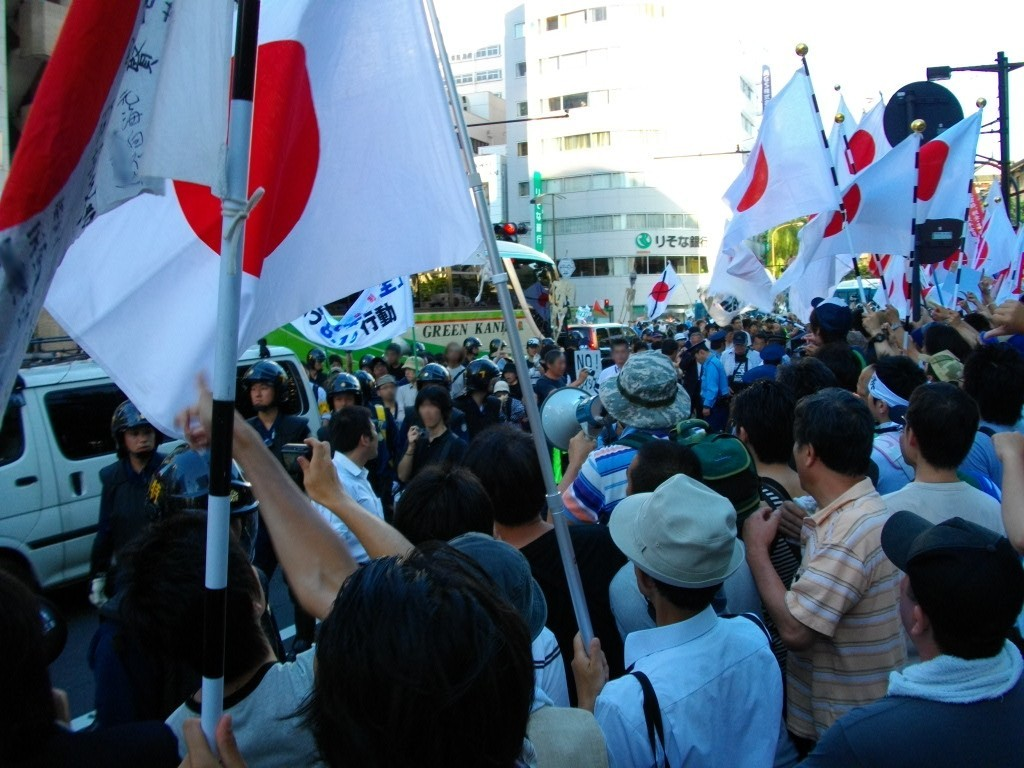
반천황제운동연락회에 항의하는 행동하는 보수 (헤이세이 21년 / 2009년 8월 15일 도쿄 구단시타）

행동하는 보수(일본어: 行動する保守 코도스루 호슈[*])는 일본에서 2000년대 후반부터 나타난 보수계열 운동 중 특정 단체집단을 가리키는 말이다.

## 해설

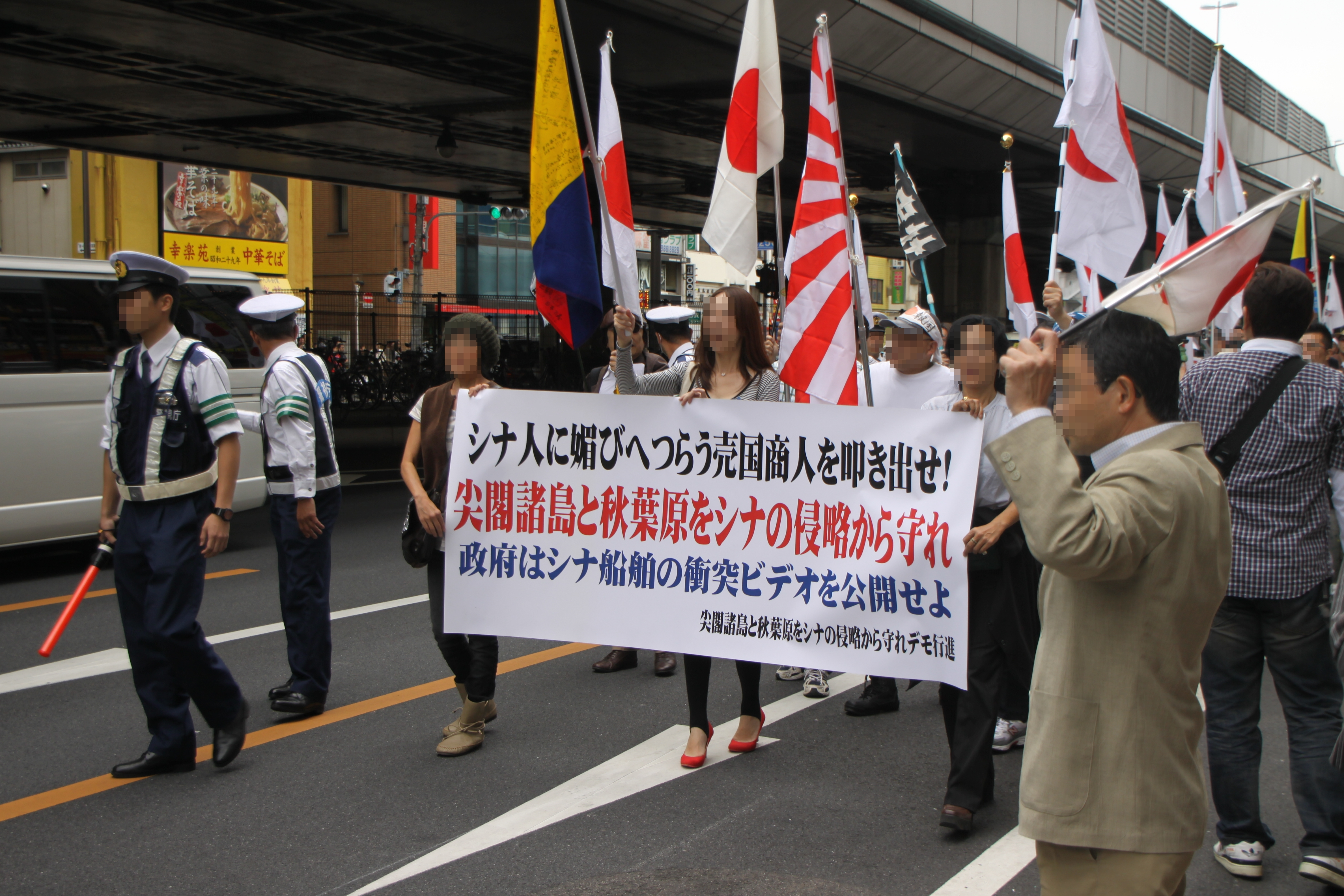
행동하는 보수의 합동 시위(헤이세이 22년 / 2010년 10월 17일 도쿄・아키하바라)

언론을 통해서만 주장하는 기존 보수 정치 운동을 "말하는 것 뿐인 보수"라 비판하며 기존의 가선 우익과 행동 우익과는 달리 베이징 올림픽 성화 봉송, NHK 스페셜 시리즈 JAPAN 데뷔와 조선 학교에 대한 항의 행동 같은 시위, 거리에서 서명과 모금 활동 및 시민 운동을 펼치며 "행동하는 보수"를 표방하는 정치 운동이다. 대중 언론에서 잘 다루고 있지 않아 동영상 공유 사이트나 블로그 등 인터넷을 이용하고 있다.
가사이 다카유키는 전후, 조직화된 의견만 잘 알려지게 되어, 국가가 국제 사회에서 차지하는 역할과 국내에서 수행해야 할 역할을 부정하는 방향으로 보도가 언론에 의해 사실상 국민의 알 권리를 통합해 제어했지만, 지금까지 표현의 자유가 억제되어 있던 그들을 중시하는 소리없는 소리가 인터넷을 통한 방식으로 출현된 우파 계열 시민 단체에서 매우 상징적인 운동이라 하였다.
행동하는 보수라는 명칭은 행동하는 보수 계열 단체에서 제안된 단어로 재일 특권을 용납하지 않는 시민 모임의 회장을 맡고 있는 사쿠라이 마코토에 따르면 행동하는 보수 운동은 2006년에 선언된 고노 담화 철회 서명 운동에서 시작되었다고 하였으며 세토 히로유키는 보수라는 개념으로 설명 할 수 없다며 대신 '행동하는 사회 운동'이라 하였다 야스다 고이치에 따르면 이 운동의 제창자는 주권 회복을 목적으로 하는 모임의 대표인 니시무라 슈헤이라고 한다. 운동의 제창자인 니시무라 슈헤이가 2007년 11월 17일에 야스쿠니 회관에서 개최한 '격론! "말하는"운동에서 "행동"하는 운동으로'에서 행동하는 운동을 세토 히로유키가 '행동하는 보수'라는 단어로 착각해 인터넷에 유포한 것이 기원이 되었다고 한다.

## 같이 보기
- 일본의 우익 단체
- 일본의 정치극단주의
- 일본의 폭력단